# La Belle au bois dormant
La Belle au bois dormant (česky Šípková Růženka) byl francouzský němý film z roku 1902. Režiséry byli Ferdinand Zecca (1864–1947) a Lucien Nonguet (1869–1955). Jedná se o první filmovou adaptaci francouzského lidového příběhu Šípková Růženka, jehož nejznámější přeživší verzi zachytil Charles Perrault ve sbírce Histoires ou Contes du temps passé vydané v roce 1697.